# Andreas Ostholt
Andreas Ostholt (* 21. März 1978 in Warendorf, Nordrhein-Westfalen) ist ein deutscher Vielseitigkeitsreiter.
Im Juni 2015 befand er sich auf Platz 12 der Weltrangliste.

## Werdegang
Ostholt wuchs auf dem elterlichen Hof in Vohren auf, wo er erstmals mit Pferden in Berührung kam. Er konzentrierte sich erst 14-jährig auf das Reiten, zuvor war er im Modernen Fünfkampf aktiv.
2011 wurde er im Sattel von Franco Jeas Deutscher Meister und bekam die Möglichkeit, an den Europameisterschaften 2011 teilzunehmen. Dort schied er mit Franco Jeas im Gelände aus. Ein Jahr später standen Ostholt und Franco Jeas auf der Longlist für die Olympischen Spiele in London. Einen seiner größten Einzelerfolge errang er im Mai 2016 mit dem zweiten Platz bei den Badminton Horse Trials.
Mit So is et wurde Andreas Ostholt für die Olympischen Sommerspiele 2016 nominiert. So is et bestand zwar die Verfassungsprüfung, dennoch rückte Ersatzreiterin Julia Krajewski anstelle Ostholts in die Mannschaft nach. Begründet wurde dies damit, dass Ostholts Wallach beim abschließenden Trainingslager in Deutschland aufgrund eines zuvor verlorenen Hufeisens zeitweilig unregelmäßig gegangen war. Andreas Ostholt konnte mit seinem Pferd zwar anschließend wieder trainieren, zur Vermeidung von eventuellen Risiken entschied man sich dann aber gegen seinen Olympiastart.
Ostholt ist diplomierter Pferdewirtschaftsmeister und seit 2003 Sportsoldat an der Sportschule der Bundeswehr in Warendorf. Als Hauptfeldwebel ist er dort seit 2007 sportfachlicher Leiter des Bereichs Reitsport.
Er ist seit 2010 verheiratet und lebt in Warendorf. Hier übernahm er die Reitanlage von Hans Günter Winkler, mit dem er bis zu dessen Tod eng zusammenarbeitete. Andreas Ostholts älterer Bruder ist der Vielseitigkeitsreiter Frank Ostholt.

## Pferde
Aktuelle:

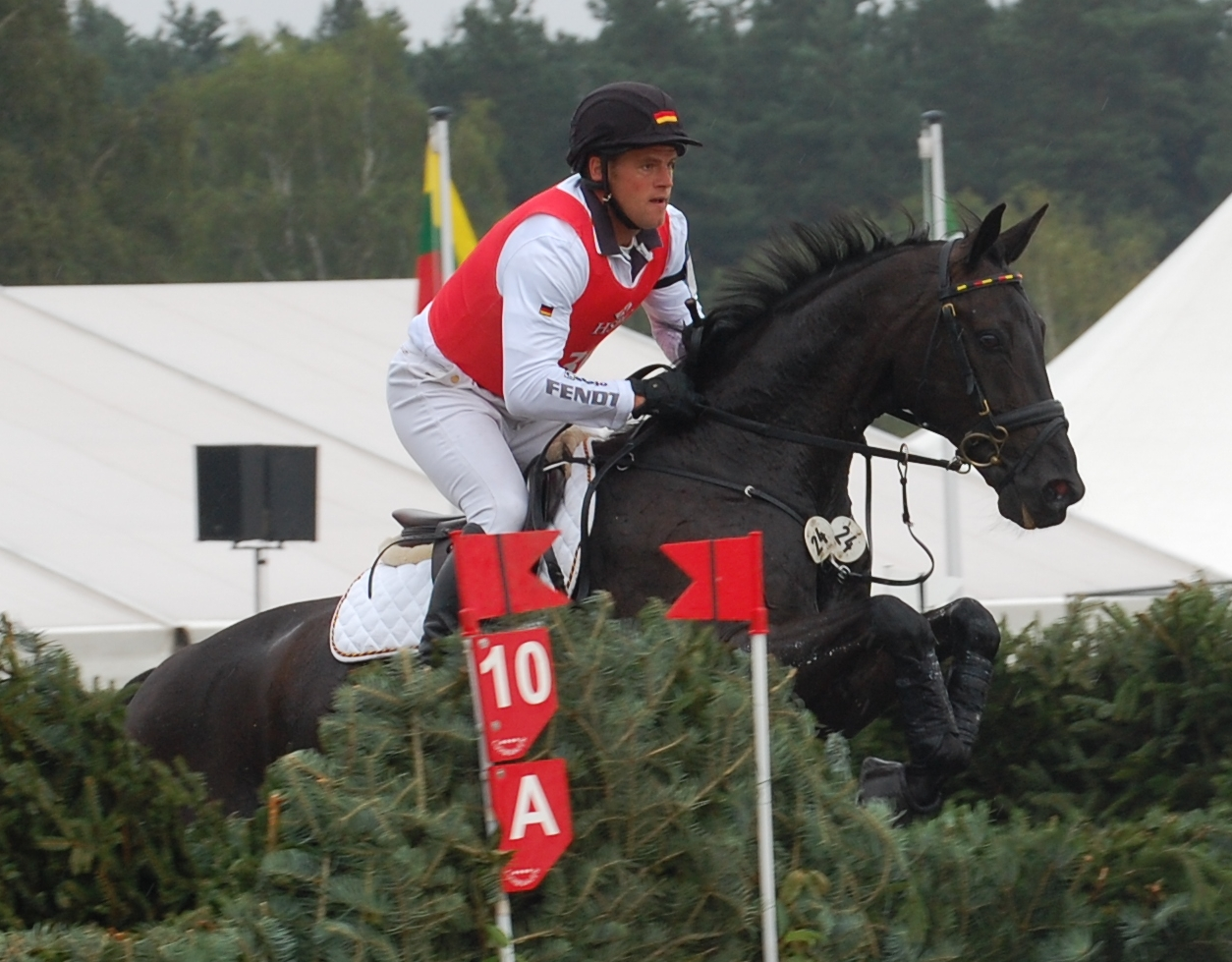
Andreas Ostholt mit Franco Jeas bei den Europameisterschaften 2011

- So is et (* 2003), Westfale, dunkelbrauner Wallach, Vater: Sunlight xx, Muttervater: Rotarier, seit 2009 von Ostholt geritten[7]
- Corvette (* 2008), braune Westfälische Stute, Vater: Chacco-Blue, Muttervater:  Mytens xx[8]

Ehemalige Turnierpferde:
- Pennsylvania 28 (* 2000), braune Hannoveraner Stute, Vater: Pik L., Muttervater: Waldstar xx; im Juni 2019 aus dem Sport verabschiedet[9][10]
- Franco Jeas (* 2000; † September 2012), Hannoveraner Rappwallach, Vater: Friedenstraum, Muttervater: Lemon xx, Besitzer: DOKR, ab 2004 von Andreas Ostholt geritten, musste während einer OP aufgrund eines vorausgegangenen Sturzes beim Turnier in Blenheim eingeschläfert werden.[11]
- Lady Lemon FRH, (* 1992), Hannoveraner, dunkelbraune Stute, Vater: Lemon xx, Muttervater: Volturno, von 2002 bis 2008 von Andreas Ostholt geritten
- Water Dance xx, (* 1997), Englisches Vollblut, Hengst, Vater: Saddler's Hall xx, Muttervater: Local Suitor, von 2004 bis 2007 von Andreas Ostholt geritten
- Waidstern 2 (* 1997), Hannoveraner, Schimmelwallach, Vater: Waldstar, Muttervater: Dupont, von 2004 bis 2007 von Andreas Ostholt geritten
- Castell 4 (* 1994), Oldenburger, brauner Wallach, Vater: Carte d’Or, Muttervater: Grannus-Granit, ab 2011 von Ostholt geritten, letztmals im Jahr 2013 im internationalen Sport eingesetzt

## Erfolge
- Weltmeisterschaften junge Vielseitigkeitspferde:
  - 2004, Le Lion d’Angers (7-jährige Pferde): 43. Platz (Waidstern)
  - 2004, Le Lion d’Angers (7-jährige Pferde): 24. Platz (Water Dance xx)
  - 2010, Le Lion d’Angers (7-jährige Pferde): 11. Platz (So is et)
- Weltcupfinale
  - 2005, Malmö: 13. Platz (Lady Lemon FRH)
  - 2006, Malmö: 10. Platz (Lady Lemon FRH)
  - 2008, Deauville: 9. Platz (Lady Lemon FRH)
- Deutsche Meisterschaft
  - 2011: 1. Platz (Franco Jeas)
  - 2015: 1. Platz (So is et)
  - 2016: 3. Platz (Pennsylvania)
  - 2021: 5. Platz (Corvette)

## Weitere Erfolge (Auswahl)
- 2008: 17. Platz beim CCI 4* in Luhmühlen (Lady Lemon FRH)
- 2010: 8. Platz beim CCI 4* in Luhmühlen (Franco Jeas), 2. Platz im CCI 3* von Vairano (Franco Jeas)
- 2011: 12. Platz beim CCI 4* in Pau (Franco Jeas)
- 2012: 3. Platz im CIC 3* von Houghton Hall (So is et)
- 2013: 1. Platz im Mai-CIC 3* von Bialy Bor (So is et), 1. und 2. Platz im CIC 3* von Sopot (So is et und Pennsylvania), 1. Platz im Oktober-CCI 3* von Bialy Bor (So is et)
- 2014: 6. Platz beim CCI 4* in Luhmühlen (So is et), 2. Platz in der Mannschaftswertung und 3. Platz in der Einzelwertung des CICO 3* von Houghton Hall (So is et), 1. Platz in der Einzel- und Mannschaftswertung des CICO 3* von Waregem (Pennsylvania)
- 2015: 1. Platz in der Mannschaftswertung und 2. Platz in der Einzelwertung des CICO 3* von Houghton Hall (So is et), 1. Platz in der Mannschaftswertung und 2. Platz in der Einzelwertung des CICO 3* von Waregem (Pennsylvania)
- 2016: 2. Platz beim CCI 4* Badminton (So is et), 3. Platz beim CIC 3* Wiesbaden (Pennsylvania), 2. Platz in der Mannschaftswertung und 1. Platz in der Einzelwertung des CICO 3* Vairano (Pennsylvania)
- 2017: 1. Platz in einem CIC 3* in Sopot (Pennsylvania), 1. Platz in der Mannschaftswertung und 5. Platz in der Einzelwertung des CICO 3* Houghton Hall (So is et), 3. Platz in der Einzelwertung des CICO 3* Waregem (Pennsylvania)
- 2018: 1. Platz beim April-CIC 3* Sopot (Pennsylvania), 1. Platz beim Mai-CCI 3* Sopot (Corvette), 2. Platz beim Juni-CCI 3* Strzegom (So is et)
- 2019: 2. Platz beim April-CCI 4*-S Sopot (Pennsylvania), 2. Platz beim CCI 4*-S Baborówko (Corvette)
- 2021: 1. Platz beim CCI 3*-S Westerstede (Höhenflug)

(Stand: 20. Juni 2021)